# Lucas de Constantinopla
Lucas de Constantinopla, dito Crisoberges (em grego: Λουκάς Χρυσοβέργης), foi o patriarca grego ortodoxo de Constantinopla entre 1156 e 1169.

## Controvérsias
Durante o patriarcado de Lucas, diversas controvérsias teológicas ocorreram e Lucas se envolveu em todas elas. Dois sínodos foram convocados em Constantinopla neste período. Durante todo o período, outras heresias continuaram a florescer nas possessões bizantinas na Europa, incluindo os bogomilos, paulicianos e os monofisistas, que Lucas e seu sucessores tiveram dificuldades em suprimir.

### Sínodo de Constantinopla de 1157
Em 1156 - 1157, surgiu uma questão nascida de uma interpretação da liturgia de João Crisóstomo para a Eucaristia, que, a certo ponto, diz que "Tu és O que oferece e é oferecido e recebe". O ponto era saber se Cristo teria se oferecido como sacrifício pelos pecados do mundo ao Pai e ao Espírito Santo apenas ou se também a Jesus, o Logos (ou seja, a si próprio). No final, um sínodo realizado em Constantinopla em 1157 adotou uma solução de compromisso, na qual o Verbo encarnado ofereceu um duplo sacrifício para o Espírito Santo. Nesta controvérsia, o patriarca de Antioquia recém-eleito (mas ainda não consagrado) Soterichus Panteugenus foi considerado como herético e condenado de nestorianismo.

### Sínodo de Constantinopla de 1166
Foi também em seu patriarcado que apareceu pela primeira vez a questão teológica da relação entre o Filho e o Pai na Santíssima Trindade. A questão foi criada por causa da explicação que um tal Demétrio de Lampi (na Frígia) deu para a frase do Evangelho de João ὁ Πατήρ μου μείζων μου ἐστίν, «o Pai é maior do que eu» (João 14:28). Crisoberges, a pedido do imperador bizantino Manuel I Comneno, arranjou diversas reuniões no sínodo de 1066 para resolver o problema, que condenou como herética a explicação de Demétrio, no que foi seguido pelos poderes seculares. Os que se recusaram a se submeter às decisões do sínodo tiveram suas propriedades confiscadas ou foram exilados. As dimensões políticas desta controvérsia ficaram aparentes pelo fato de que um dos líderes entre os opositores da doutrina do imperador era seu sobrinho, Aleixo Contostefano.

### Separação da Igreja e o Estado
Lucas também esteve envolvido na tentativa da Igreja de se imiscuir de uma relação muito próxima com a vida secular do estado. Em 1115, o patriarca João IX Agapetos tinha tentado impedir que membros do clero agissem como advogados em cortes laicas. Em dezembro de 1157, Crisoberges estendeu essa proibição para todas as ocupações "mundanas". Num cânone ainda existente, ele escreveu: "temos observado que alguns membros do clero se envolveram de forma não canônica nos assuntos mundanos. Alguns se tornaram curadores ou zeladores de mansões ou propriedades aristocráticas, enquanto outros se dedicaram à coleta de impostos públicos...outros aceitaram dignidades e magistraturas próprias da organização civil...urgimos estas pessoas a desistir de agora em diante das referidas ocupações e que se dediquem às exigências eclesiásticas...". Esta separação da igreja e do estado era chave para preservar a Igreja contra influências não desejadas sobre assuntos considerados como estritamente clericais. Uma preocupação especialmente importante durante o reinado de Manuel I, que era conhecido pelo estilo autocrático e pelo seu cesaropapismo.